# Pavle Đurišić
Pavle Đurišić (tiếng Serbia: Павле Ђуришић) (Podgorica, 9 tháng 7 năm 1909 – tháng 4 năm 1945) là sĩ quan người Serb đến từ Montenegro trong Quân đội Hoàng gia Nam Tư. Ông là một vojvoda (đốc quân) của Chetnik (Četnik) và lãnh đạo lực lượng Chetnik quan trọng tại Montenegro trong Thế chiến thứ hai. Ông giữ vai trò nổi bật và trở thành một trong những chỉ huy chính trong cuộc nổi dậy chống lại người Ý ở Montenegro vào tháng 7 năm 1941. Tuy sau đó, ông lại hợp tác với Ý chống lại quân Partizan do Liên đoàn cộng sản Nam Tư (tiếng Serbia-Croatia: Komunistična partija Jugoslavije - KPJ) lẫn Quân lực Croatia của Nhà nước Độc lập Croatia (tiếng Croatia: Nezavisna Država Hrvatska - NDH). Lực lượng dưới quyền đã thực hiện một số vụ thảm sát người Hồi giáo ở Bosna, Hercegovina và Sandžak, đồng thời tham gia trợ lực với Ý trong Chiến dịch Weiss I nhằm tiêu diệt quân kháng chiến Partizan năm 1943. Tháng 5 năm 1943, sau khi bị quân Đức bắt giam, ông đào thoát nhưng bị bắt trở lại.
Sau khi Ý đầu hàng, Đức phóng thích Đurišić, ông liền hợp tác với Đức và chính quyền Nedić. Được Đức hỗ trợ, cùng với Milan Nedić và Dimitrije Ljotić, ông thành lập Quân đoàn tình nguyện Montenegro năm 1944. Sau trận cánh đồng Ljevče, Quân lực Croatia và lãnh đạo Montenegro ly khai Sekula Drljević giăng bẫy bắt Đurišić gần Banja Luka. Ông cùng các tù nhân khác bị hành quyết gần trại tập trung Jasenovac.
Sinh thời, Pavle Đurišić tỏ ra là một chỉ huy Chetnik có tài, khả năng cầm quân tác chiến của ông được cả đồng minh lẫn địch thủ nể trọng.

## Tiểu sử

### Giai đoạn đầu
Pavle Đurišić sinh ngày 9 tháng 7 năm 1909 tại Podgorica, khi ấy thuộc Công quốc Montenegro, cũng là nơi ông sống lúc nhỏ cho đến khi cha là Ilija qua đời. Mẹ ông là Ivana (nhũ danh Radović) xuất thân từ nhà Brnović. Theo một số nguồn tin, ông sinh năm 1907. Pavle được học đến trung học cơ sở. Sau khi cha qua đời, ông chuyển đến sống với chú là Petra Radović tại Berane, một thẩm phán và cựu binh Chetnik trong biệt đội Vojin Popović tham gia Chiến tranh giành Macedonia. Ông theo học trường Sư phạm ở Berane trong gần hai năm.
Năm 1927, Pavle Đurišić ghi danh Học viện Quân sự Beograd khóa 55. Đến năm 1930 mãn khóa, ông rời trường với cấp bậc thiếu úy bộ binh Quân đội Hoàng gia Nam Tư (tiếng Serbia-Croatia: Vojska Kraljevine Jugoslavije - VKJ). Ông bắt đầu binh nghiệp tại Sarajevo, là trung sĩ thuộc Trung đoàn bộ binh số 10 Takovo. Các chỉ huy nhận ra năng lực và tham vọng trong Đurišić nên đã gửi đến Trường Sĩ quan Bộ binh ở Sarajevo, ngạch trung sĩ đại đội súng trường. Ông ở lại Sarajevo cho đến năm 1934 rồi xin điều chuyển đến Berane. Tại đó, ông lần đầu tiên giữ chức vụ chỉ huy trung đội, rồi tiếp tục chỉ huy đại đội 1 của trung đoàn bộ binh 48. Đurišić có một con gái Ljiljana sinh năm 1937 nhưng mất năm 1943.
Sau khi Ý xâm lược Albania, ngày 7 tháng 4 năm 1939, đại đội Đurišić được cử đến Plav gần biên giới Albania để thu thập thông tin tình báo. Ông kết nối được với một số cá nhân ở Albania và thu được thông tin điệp báo, nhưng không hữu dụng mấy cho nhiệm vụ phòng vệ Nam Tư. Nên sau đó, ông đưa đại đội quay lại Berane. Các mối quan hệ mà Đurišić thiết lập trong giai đoạn này sẽ trở nên quan trọng trong những năm sau đó. Năm 1940, Pavle Đurišić có con trai Ilija.

### Chiến tranh thế giới thứ hai

#### Ý chiếm đóng Montenegro
Tháng 4 năm 1941, Đức, Ý và Hungary xâm lược Nam Tư. Đức chiếm Montenegro nhưng sớm rút lui, giao lại cho Ý quản lý. Do các vấn đề như người Serb bị trục xuất khỏi Kosovo và Metohija, dòng người tị nạn từ các vùng khác của Nam Tư đổ về rồi đến những người chạy trốn khủng bố Ustaše dọc biên giới với Bosna và Hercegovina, người Montenegro nhanh chóng nổi dậy chống Ý. Họ cũng phẫn nộ với việc sáp nhập các lãnh thổ Kosovo vào Albania, đây vốn là những cơ sở quan trọng trong việc cung cấp lương thực và sản xuất muối ở Ulcinj, cùng với việc không cho lưu thông các tờ dinar Nam Tư mệnh giá từ 500 trở lên làm trầm trọng nền kinh tế. Trong cuộc chiến chống xâm lược, Đurišić được thăng hàm đại úy hạng nhất (tiếng Serbia-Croatia: Kapetan prve klase).

#### Cuộc nổi dậy Montenegro
Giữa tháng 7 năm 1941, KPJ phát động cuộc tổng nổi dậy toàn Montenegro. Nguyên nhân trực tiếp bùng phát nổi dậy là do Nghị viện Petrovdan quyết định phục hồi Vương quốc Montenegro đứng đầu là nhiếp chính người Ý lãnh đạo và nằm dưới sự kiểm soát của nhà ly khai Montenegro Sekula Drljević cùng những kẻ ủng hộ, tập hợp trong cái gọi là Đảng Xanh (tiếng Serbia-Croatia: Zelenaši). Quân nổi dậy chiếm đa phần là nhóm theo Chủ nghĩa dân tộc Serbia còn gọi là phe Trắng (tiếng Serbia-Croatia: Bjelaši) là những người ủng hộ "quan hệ khăng khít với Serbia". Khoảng 400 cựu sĩ quan VKJ sẵn sàng bắt tay với cộng sản và tham gia nổi dậy. Một số sĩ quan vốn bị bắt ngay khi bắt đầu chiến tranh, mới được thả trước đó không lâu. Các sĩ quan VKJ chỉ huy phân đội, còn các chính ủy thuộc hàng ngũ cộng sản và lãnh đạo tổ chức nổi dậy. Khi mới bắt đầu, Đurišić tham gia ủy ban lập ra để lãnh đạo các hoạt động quân sự ở vùng Berane.
Trong giai đoạn đầu, quân nổi dậy nắm quyền kiểm soát các thị trấn và làng mạc nhỏ. Đurišić sát cánh cùng cộng sản chiến đấu và dẫn quân đánh vào Berane thành công. Ông nổi danh qua những trận chiến khó khăn nhất và nổi bật trong vai trò là một trong những thủ lĩnh chính cuộc nổi dậy. Sau gần hai ngày chiến đấu giành từng ngôi nhà ở Berane, ông tham gia đàm phán mở đường cho tàn quân Ý đầu hàng. Sau khi tiếp nhận quân Ý đầu hàng, ông chống lại chỉ thị của cộng sản trong việc đối xử với tù nhân Ý. Trong khi nổi dậy, Đurišić cũng đánh cả lực lượng của Drljević. Sau khi đuổi quân Ý khỏi thung lũng Lim, Đurišić hành quân đến Rožaje và Kosovska Mitrovica đánh cả người Hồi giáo lẫn người Albania, những người bị ông gọi là "vô dân tộc" (tiếng Serbia-Croatia: balistima). Những người cộng sản tuyên bố rõ rằng không thể chấp nhận được hành động như vậy.
Các chỉ huy chính khác tham gia nổi dậy có thể kể đến cựu sĩ quan VKJ là đại tá Bajo Stanišić và thiếu tá Đorđije Lašić. Trong vòng sáu tuần, được binh lính không chính quy Hồi giáo và Albania từ biên cảnh hỗ trợ, 67.000 quân Ý giành lại quyền kiểm soát tất cả thị trấn và tuyến giao thông liên lạc tại Montenegro. Thống đốc quân đội Ý tại Montenegro tướng Alessandro Pirzio Biroli ra lệnh dẹp tan cuộc nổi dậy nhưng đồng thời chỉ đạo tránh "các hành động trả thù và tàn ác vô ích". Tuy nhiên, hàng chục ngôi làng đã bị đốt phá, hàng trăm người thiệt mạng và khoảng 10.000 đến 20.000 dân thường bị bắt giam khi tiến hành đàn áp. Trong một thời gian, quân không chính quy Hồi giáo và Albania được phép cướp bóc và thiêu hủy làng mạc. Ngay khi quân Ý phát động tấn công, các chính trị gia tại Berane không còn ủng hộ nổi dậy nữa mà quay sang lên án. Nhóm cựu sĩ quan VKJ bỏ đơn vị, Đurišić cũng rời ủy ban quân sự tổ chức nổi dậy tại Berane. Họ thành lập những ủy ban riêng bày tỏ lòng trung thành với quân Ý và tố cáo cộng sản.
Chia rẽ xuất hiện giữa ban lãnh đạo cộng sản và phe quốc gia tham gia nổi dậy. Những người quốc gia nhận ra cuộc nổi dậy đã bị dập tắt và muốn dừng chiến đấu. Nhưng những người cộng sản quyết tâm tiếp tục đấu tranh, họ đổi tên thành quân kháng chiến Partizan (tiếng Serbia-Croatia: Narodnooslobodilački partizanski odredi Jugoslavije, n.đ. 'Quân du kích giải phóng dân tộc Nam Tư' - NOPOJ) Cuối năm 1941, những người quốc gia liên lạc với quân Ý đề nghị giúp chống lại cộng sản Partizan. Phe quốc gia gồm cả Đurišić, vốn là người có danh tiếng trong bộ tộc cao nguyên Vasojevići bắc Montenegro, liền rút về hậu cứ. Mục đích là tránh khích động quân Ý và bảo vệ các bản làng sơn cước nếu bị tấn công. Tại miền bắc Montenegro có sự khác biệt rõ rệt giữa hai phe cộng sản và quốc gia. Những người quốc gia liên hệ chặt chẽ với Serbia và mang tâm lý "ranh giới" cách biệt với người Hồi giáo. Cộng sản thì muốn tiếp tục nổi dậy bằng cách chống lại kẻ thù giai cấp mình. Việc Ustaše thao túng người Hồi giáo ở Sandžak và trục xuất người Serb khỏi các khu vực sáp nhập vào Albania khiến cho Đurišić và quân Chetnik dưới quyền mất hết kiên nhẫn. Họ tổ chức tấn công người Hồi giáo và người Albania, chính điều này lại châm ngòi kích động cho hai đối tượng này trong vùng. Cuộc nổi dậy vẫn tiếp diễn với cường độ giảm dần cho đến tháng 12 năm 1941. Dưới đề xuất của thủ lĩnh Chetnik Draža Mihailović năm 1941, Đurišić được Chính phủ lưu vong Nam Tư trao tặng Huân chương Ngôi sao Karađorđe.

### Chỉ đạo của Mihailović
Tháng 10 năm 1941, Mihailović bổ nhiệm Đurišić làm chỉ huy trưởng quân chính quy và trừ bị ở miền trung, miền đông Montenegro và những phần Sandžak. Đầu tháng 11, các lãnh đạo phe quốc gia Montenegro nhanh chóng nhận thức được việc chia rẽ giữa Chetnik và Partizan ở Serbia. Cuối tháng 11, họ cử Đurišić đến gặp Mihailović. Trong chuyến đi này, Đurišić nhận lệnh miệng từ Mihailović và được bổ nhiệm làm chỉ huy của tất cả các phân đội Chetnik ở Sandžak. Lašić được phong chỉ huy tất cả lực lượng Chetnik ở Montenegro Cũ. Việc bổ nhiệm Đurišić nằm trong chỉ đạo chung của Mihailović ngày 20 tháng 12 năm 1941 gồm các mục tiêu sau:

- Đấu tranh giành tự do cả dân tộc đặt dưới thẩm quyền vua Petar II;
- Thiết lập Đại Nam Tư, trong đó có Đại Serbia sắc tộc thuần túy bao gồm Serbia [cũng có nghĩa là Macedonia], Montenegro, Bosna và Hercegovina, Srijem, Banat và Bačka;
- Đấu tranh sáp nhập vào Nam Tư tất cả những lãnh thổ Slovenia vẫn chưa được giải phóng dưới quyền người Ý và người Đức (Trieste, Gorizia, Istria và Carinthia) cũng như [các vùng thuộc Bulgaria], miền bắc Albania với Scutari;
- Thanh lọc các dân tộc thiểu số và thành phần vô dân tộc trên lãnh thổ quốc gia;
- Thiết lập vùng tiếp giáp giữa Serbia và Montenegro, cũng như giữa Serbia và Slovenia bằng cách thanh lọc người Hồi giáo khỏi Sandžak, người Hồi giáo và người Croat khỏi Bosna và Hercegovina.

Chỉ đạo cũng cho thấy với những mục tiêu của Partizan thì sẽ không còn hợp tác nào giữa hai bên nữa. Nội dung cũng chính thức phong Đurišić làm vojvoda Chetnik. Một số sử gia dấy lên nghi vấn về tính xác thực của những chỉ đạo này và cho rằng Đurišić ngụy tạo sau khi không gặp được Mihailović. Trong khi ý kiến của những sử gia khác đa dạng từ việc không bày tỏ hoài nghi vấn đề này, cho đến cung cấp bằng cớ xác thực hoặc tuyên bố rõ ràng rằng công nhận tài liệu có tính xác thực.

### Cộng tác với Ý

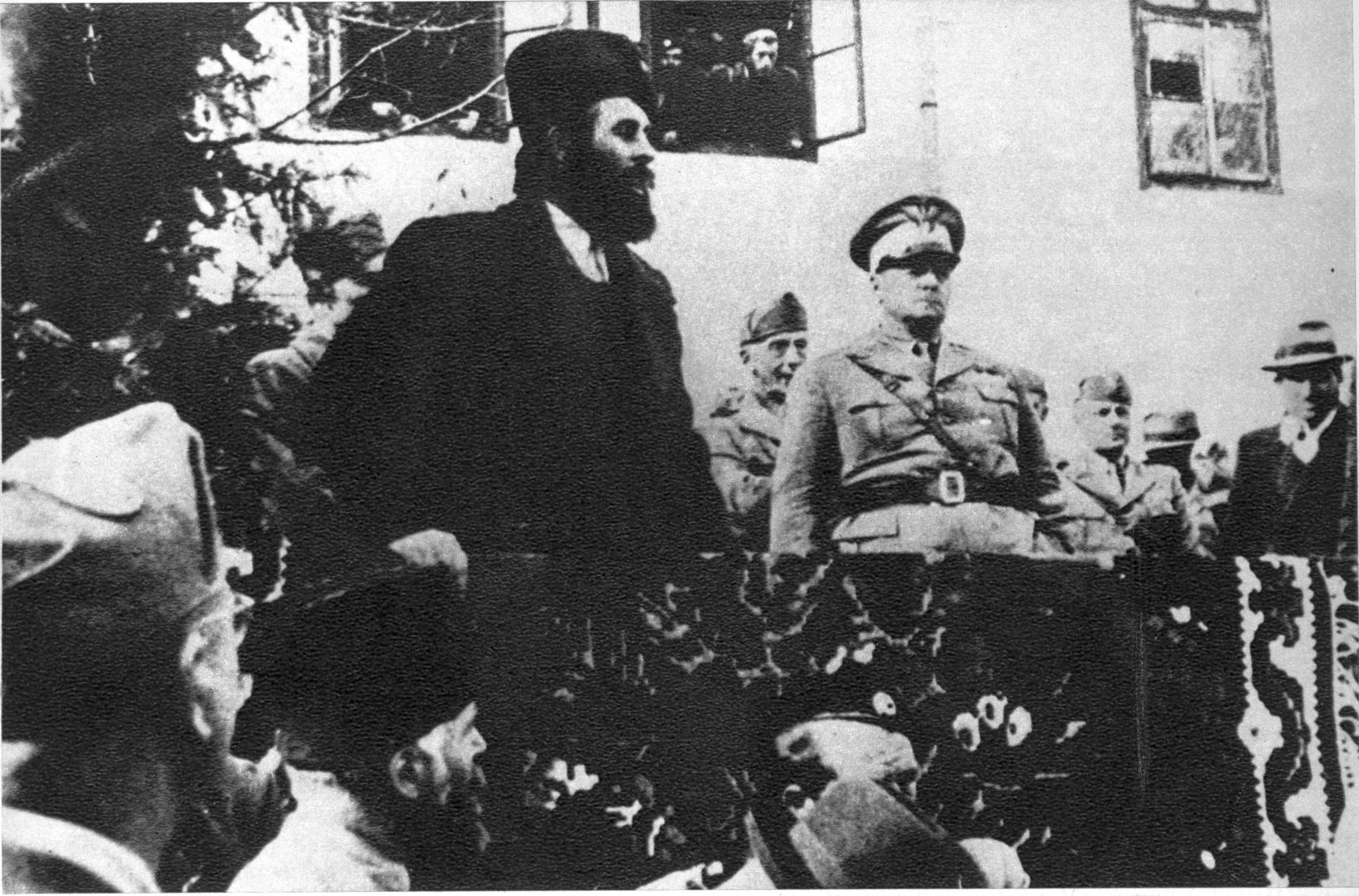
Đurišić phát biểu trước quân Chetnik với sự hiện diện của thống đốc Ý tại Montenegro tướng Pirzio Biroli

Tháng 1 năm 1942, Đurišić gặp đại diện Chuẩn tướng (Generale di brigata) Silvio Bonini, chỉ huy Sư đoàn bộ binh 19 Venezia. Em trai của Đurišić là Vaso đóng vai trò liên lạc với sư đoàn Ý và đến tổng hành dinh quân Ý tại Berane. Tại cuộc họp này, Đurišić được trao quyền tự do hành động chống lại Partizan trong vùng mà sư đoàn Venezia phụ trách, Vaso thay mặt Đurišić ký kết thỏa thuận với đại diện Ý. Đến tháng 3, chính Đurišić gặp lại ban tham mưu sư đoàn. Cũng trong tháng 3, ông tập hợp một nhóm gồm các cựu sĩ quan VKJ, chính trị gia và những người không theo cộng sản, đồng thời truyền đạt chỉ thị của Mihailović. Mihailović đặt mật danh cho tổng hành dinh Đurišić là "Hành dinh sơn cước số 15" (tiếng Serbia-Croatia: Gorski štab br. 15); Đurišić chọn làng Zaostro làm địa điểm.
Vào tháng 1, Lašić chỉ huy quân giành thắng lợi khi đánh Partizan tại quận Andrijevica, nhưng Lašić lại bị trọng thương vào đầu. Việc Lašić bị thương nặng khiến Đurišić nhanh chóng trở thành vị chỉ huy Chetnik nổi bật và quan trọng nhất tại Montenegro. Khoảng ngày 5 tháng 1, Đurišić nắm quyền chỉ huy quận Berane và thành lập bảy phân đội Chetnik. Ngay sau đó, ông tổ chức một ủy ban chính trị cấp huyện chịu trách nhiệm tuyên truyền và tuyển mộ tân binh. Đurišić nhanh chóng nắm trong tay tất cả các nhóm dân quân chống cộng tổng số 500 người tại quận Berane, và hai nhóm nhỏ hơn với 120 người từ Kolašin và Bijelo Polje. Ngày 13 tháng 1, sau một tuần chuẩn bị, ông mở cuộc tấn công vào hai tiểu đoàn Partizan đang hoạt động ở Berane. Sau bốn ngày giao tranh, được quân Ý và dân quân Hồi giáo hỗ trợ, Đurišić thành công gần như quét sạch Partizan khỏi khu vực. Đến ngày 24 tháng 1, quân của Đurišić chiếm được ngôi làng cuối cùng mà Partizan nắm giữ trong huyện, tiêu diệt 15 lính Partizan và xử tử 27 người bị bắt, xóa sổ hoàn toàn các phần tử Partizan còn lại ở Berane.
Đến tháng 3, Đurišić chứng tỏ cho người Ý thấy sự không khoan nhượng với Partizan và các phân đội dưới quyền đang hoạt động vượt ra ngoài khu vực sư đoàn Venezia kiểm soát. Tướng Biroli đàm phán và ký thỏa thuận với Đurišić. Thỏa thuận này liên quan đến khu vực hoạt động của Sư đoàn bộ binh 19 Venezia. Ý chấp thuận cung cấp vũ khí, lương thực và tiền công. Thỏa thuận buộc Đurišić phải:
- Lãnh đạo cuộc chiến chống lại cộng sản và những người ủng hộ cộng sản;
- Duy trì liên lạc với chính quyền quân sự Ý, đảm bảo hành động đúng theo Ý hướng dẫn. Ở phía bắc Lijeva Rijeka, Đurišić đồng ý báo cáo với Bonini, còn ở phía nam Lijeva Rijeka, ông sẽ phối hợp cùng Biroli;
- Giữ gìn trật tự, đảm bảo an toàn giao thông trên địa bàn hoạt động;
- Không bao giờ được tấn công quân Ý và không giới hạn các hoạt động chống cộng;
- Sau khi tiêu diệt xong cộng sản, phải trả lại toàn bộ vũ khí được Ý cung cấp, ngoại trừ những thứ để duy trì trật tự.

Dù có được chỉ thị từ Mihailović nhưng ban đầu Đurišić chỉ có ảnh hưởng rất ít những người Montenegro không theo cộng sản tham gia kháng chiến và không thể xây dựng một chiến lược hiệu quả chống lại quân Ý hoặc Partizan trong vòng vài tháng sau khi ông trở về Montenegro. Đầu năm 1942, phân đội Chetnik dưới quyền ông mới hoạt động tích cực hơn trong việc chống lại người Hồi giáo địa phương, đặc biệt tại miền đông Montenegro và Sandžak. Tháng 1-2 năm 1942, quân Partizan chiếm đóng Kolašin, thanh trừng những ai chống đối công khai hay nguy cơ tiềm ẩn. Khoảng 300 người bị giết, xác ném xuống hố. Quân Partizan gọi những hố này là "nghĩa địa chó" (tiếng Serbia-Croatia: pasja groblja). Cùng với các hoạt động khủng bố khác của cộng sản, người Montenegro quay ra chống Partizan. Ngày 23 tháng 2, Đurišić tái chiếm Kolašin và dùng làm tiền đồn Chetnik cho đến tháng 5 năm 1943. Sau khi chiếm được Kolašin, Chetnik gia tăng hoạt động khủng bố các đối thủ chính trị. Những người theo hoặc có cảm tình với Partizan thường bị giết ngay tại chỗ, trong đó có cả 17 thương binh Partizan bị bắt tại làng Lipovo. Tháng 3-4, Chetnik tổ chức các phiên tòa hình thức công khai xét xử một người có danh tiếng trong thị trấn bị coi là đối lập với Chetnik. Nhiều người cộng sản hoặc bị nghi ngờ là cộng sản đã chịu án tử hình và bị hành quyết. Đurišić lập nhà giam Chetnik ở Kolašin, bắt giữ và tra tấn khoảng 2.000 người. Ít nhất 74 tù nhân đã bị bắn tại Breza gần Kolašin. Cuối tháng 4 năm 1943, Chetnik chuyển 313 tù nhân cho quân Ý; 27 người trong số này bị giết chung khi Ý hành quyết tập thể 180 người vào ngày 25 tháng 6 năm 1943.
Tháng 5 năm 1942, Đurišić tấn công và đánh bại hàng ngũ Partizan quan trọng cuối cùng tại Montenegro. Tháng 6 năm 1942, ông hợp tác với Ustaše ở Foča đông nam Bosna. Trong diễn tiến khi quân Ý và Chetnik đang giao tranh với Partizan, Mihailović bị quân Đức ép phải rời Serbia và đã đến Montenegro. Trong đoàn của Mihailović có cả một sĩ quan liên lạc thuộc Cơ quan Hành động đặc biệt Anh Quốc (tiếng Anh: Special Operations Executive -SOE). Mihailović lập căn cứ tại làng Gornje Lipovo, cách sở chỉ huy của Đurišić tại Kolašin vài dặm. Mihailović chỉ có một nhúm quân và phải dựa vào sự bảo vệ của Đurišić. Ngay khi Mihailović đến, Đurišić nói với sĩ quan liên lạc SOE rằng mình sẵn sàng hành động độc lập bất chấp cả Mihailović. Trên danh nghĩa, Đurišić và các chỉ huy Chetnik khác ở Montenegro đều công nhận Mihailović là thủ lĩnh tối cao nhưng hiếm khi tuân lệnh ông ta.
Ngày 24 tháng 7 năm 1942, chỉ huy cấp cao toàn lực lượng Chetnik ở Montenegro Blažo Đukanović đã ký thỏa thuận toàn diện với  tướng Biroli, chính thức tổ chức và công nhận 3 "đội bay" (tiếng Serbia-Croatia: leteća odreda) Chetnik là quân phụ trợ cho quân Ý điều động chống lại Partizan. Ý cung cấp trang bị và trả lương cho các biệt đội này, tổng quân số là 4.500 lính Chetnik, trong đó 1.500 quân nằm dưới sự chỉ huy của Đurišić. Chetnik chính thức trở thành công cụ nằm trong chế độ chiếm đóng của Ý tại Montenegro. Đurišić khi ấy nằm trong "Ủy ban Chetnik Montenegro" dưới sự lãnh đạo của Chuẩn tướng Đukanović. Ủy ban này được Ý công nhận là "Ủy ban Quốc gia Montenegro", với mục đích chính trị duy nhất là chống cộng và bất cứ ai phản đối Ý chiếm đóng, cũng như "duy trì luật pháp và trật tự". Ngoài ra hai bên cũng đạt được thỏa thuận chung về chi phí tiền công, khẩu phần lương thực và tiếp trợ gia đình các quân nhân Chetnik.
Từ đó đến hết năm 1942, Ý kết hợp quân phụ trợ Chetnik ép quân Partizan còn lại buộc phải rút khỏi Montenegro. Sau đó, Ý dùng quân phụ trợ Chetnik bình định và kiểm soát nông thôn. Phần lớn thời gian này, Đurišić tự hành động tương đối độc lập ở phía bắc Montenegro; ông được mô tả là "đứng trên luật lệ". Tháng 12 năm 1942, các đại biểu Chetnik từ Montenegro và Sandžak gặp nhau trong hội nghị tiến hành ở làng Šahovići gần Bijelo Polje. Mihailović cử tham mưu trưởng của mình là Thiếu tá Zaharije Ostojić đại diện đến dự hội nghị, người trước đây được Mihailović khuyến khích tiến hành chiến dịch khủng bố người Hồi giáo dọc theo biên giới Montenegro và Sandžak. Đurišić áp chế hội nghị hoàn toàn, các nghị quyết thể hiện chủ nghĩa cực đoan và không khoan dung. Chương trình nghị sự tập trung vào việc khôi phục nguyên trạng Nam Tư trước chiến tranh do chế độ độc tài Chetnik thực hiện trong giai đoạn đầu. Hội nghị cũng tuyên bố chủ quyền đối với các vùng lãnh thổ vốn thuộc những nước láng giềng Nam Tư. Một trong những kết quả của hội nghị là quyết định triệt hạ các làng Hồi giáo ở quận Čajniče thuộc Bosna.

### Kế hoạch Trắngvà hoạt động thanh lọc

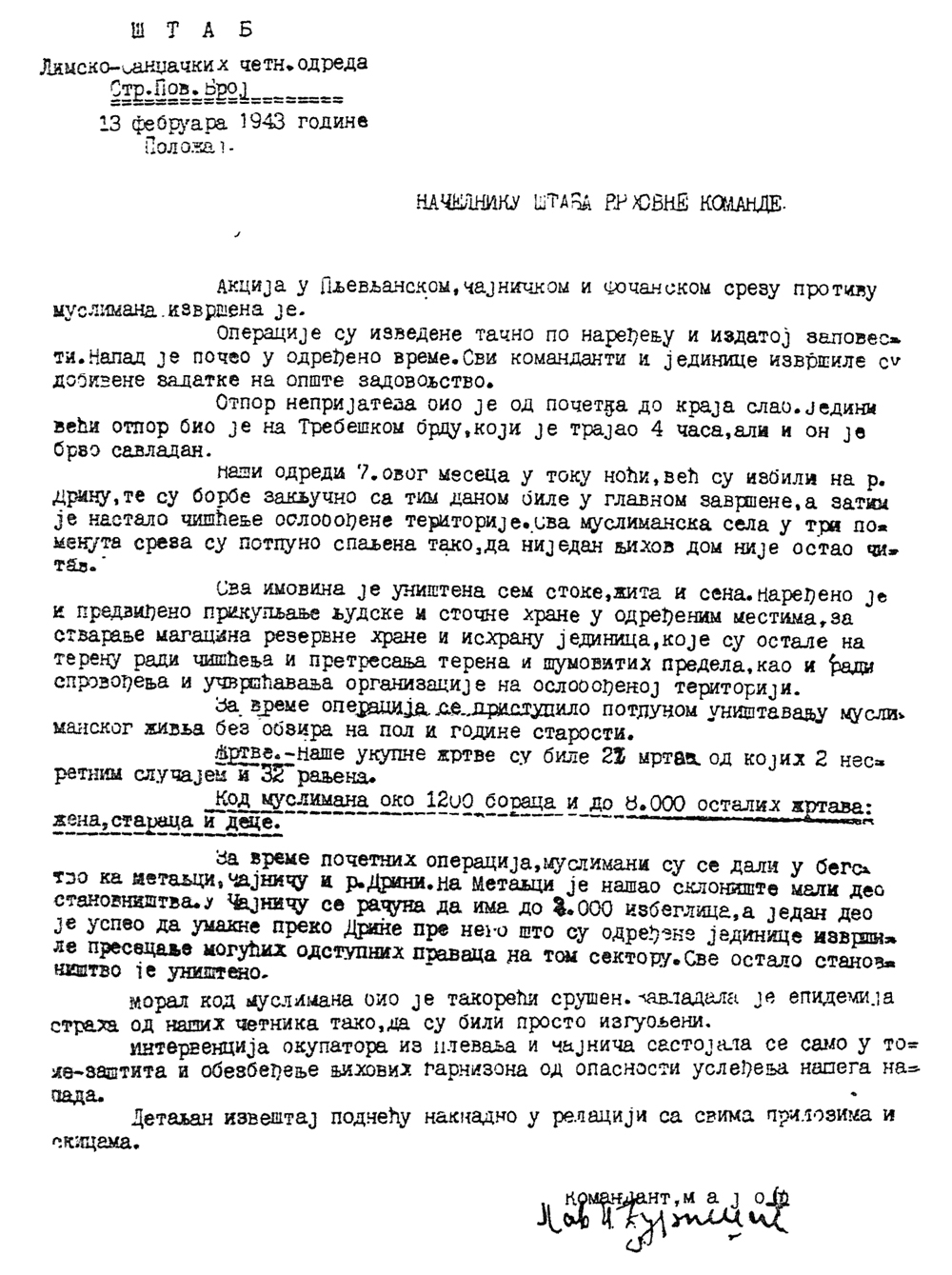
Báo cáo ngày 13 tháng 2 năm 1943 của Đurišić tới Mihailović về các vụ thảm sát người Hồi giáo ở Čajniče và Foča đông nam Bosna và Pljevlja ở Sandžak

Tháng 12 năm 1942, lo ngại khả năng lực lượng Đồng minh đổ bộ lên Balkan, Đức bắt đầu lên kế hoạch mật danh Kế hoạch Trắng (tiếng Đức: Fall Weiss, tiếng Serbia-Croatia: Slučaj belo) nhằm tấn công Partizan tại Bosna và Hercegovina. Quy mô tấn công theo kế hoạch cần cả Lực lượng Phòng vệ Quê hương Croatia của NDH lẫn quân Ý tham gia. Giai đoạn cuối lên kế hoạch, Ý trang bị cho các biệt đội Chetnik để cùng tham gia, trong đó có lực lượng Đurišić. Đầu tháng 1 năm 1943, Bộ Tư lệnh Tối cao Chetnik ra lệnh cho các đơn vị Montenegro tiến hành "hoạt động thanh lọc" người Hồi giáo tại Bijelo Polje đông bắc Montenegro. Ngày 10 tháng 1 năm 1943, Đurišić báo cáo rằng mình đã chỉ huy quân Chetnik thiêu rụi 33 ngôi làng Hồi giáo, giết chết 400 chiến binh Hồi giáo (lực lượng dân quân tự vệ Hồi giáo được Ý hỗ trợ, thảm sát khoảng 1.000 phụ nữ và trẻ em Hồi giáo.
Là quân phụ trợ cho Ý, lực lượng Đurišić phụ thuộc hoàn toàn vào vũ khí và phương tiện vận chuyển do Ý cung cấp đến mức không rời Montenegro được cho đến ngày 18 tháng 1 năm 1943, chỉ hai ngày trước khi Kế hoạch Trắng giai đoạn 1 bắt đầu. Ngày 3 tháng 1 năm 1943, Ostojić ra lệnh "thanh lọc" quận Čajniče khỏi các tổ chức Ustaše–Hồi giáo. Theo sử gia Radoje Pajović, Ostojić đã đưa kế hoạch chi tiết nhưng tránh đề cập đến các hành động đối với người Hồi giáo trong quận. Thay vào đó, chỉ thị này được truyền miệng tới những chỉ huy có trách nhiệm thực hiện. Việc trì hoãn đưa quân Chetnik đến tham gia Kế hoạch Trắng cùng quân Ý đã cho phép Bộ Tư lệnh Tối cao Chetnik có thời gian mở rộng chiến dịch "thanh lọc" sang quận Pljevlja ở Sandžak và quận Foča thuộc Bosna. 6.000 quân Chetnik tập hợp lại chia thành bốn phân đội do Vojislav Lukačević, Andrija Vesković, Zdravko Kasalović và Bajo Nikić chỉ huy. Mihailović ra lệnh đặt cả bốn phân đội dưới sự chỉ huy chung của Đurišić.
Đầu tháng 2 năm 1943, trên đường đến tham gia vào Kế hoạch Trắng về phía tây bắc vào Herzegovina, quân Chetnik giết chết nhiều người Hồi giáo ở Pljevlja, Foča và Čajniče. Trong báo cáo gửi Mihailović ngày 13 tháng 2 năm 1943, Đurišić viết rằng quân Chetnik dưới quyền đã giết khoảng 1.200 chiến binh Hồi giáo và khoảng 8.000 phụ nữ, trẻ em và người già, đồng thời phá hủy tất cả tài sản ngoại trừ gia súc, ngũ cốc và cỏ khô thì chiếm đoạt. Đurišić viết rằng:
Chiến dịch được thực thi chính xác theo mệnh lệnh. [...] Tất cả chỉ huy và đơn vị đều hoàn thành nhiệm vụ. [...] Tất cả các làng Hồi giáo ở ba quận nói trên đều bị thiêu hủy hoàn toàn, không căn nhà nào còn nguyên vẹn. Tất cả tài sản đã bị phá hủy ngoại trừ gia súc, ngô và cỏ khô. Ở một số nơi đã ra lệnh gom cỏ khô, lương thực để ta lập kho dự trữ lương thực cho những đơn vị còn bám trụ nhằm truy quét, lục soát rừng rậm cũng như củng cố tổ chức trên vùng  giải phóng. Chiến dịch đã thực hiện tiêu diệt toàn bộ dân Hồi giáo, bất kể giới tính hay tuổi tác.— Pavle Đurišić
Khoảng 500 người Hồi giáo, chủ yếu là phụ nữ, trẻ em và người già đã bị giết ở Goražde vào tháng 3, nhiều phụ nữ bị hãm hiếp. Ước tính khoảng 10.000 người bị giết trong các chiến dịch chống Hồi giáo do Đurišić chỉ huy từ tháng 1 đến tháng 2 năm 1943. Con số này sẽ còn cao hơn nếu nhiều người Hồi giáo không kịp chạy thoát trước khi Chetnik tổ chức hành động tháng 2, phần lớn họ chạy đến Sarajevo. Tổn thất của Chetnik trong báo cáo là 36 người chết và 58 người bị thương. Mệnh lệnh ban ra cho chiến dịch "thanh lọc" là quân Chetnik nên giết tất cả các chiến binh Hồi giáo, cộng sản và Ustaše, nhưng không được giết phụ nữ và trẻ em. Theo Pajović, những hướng dẫn này được đưa vào để đảm bảo rằng không có bằng chứng bằng văn bản nào về việc hạ sát những ai không tham gia chiến đấu. Ngày 8 tháng 2, một chỉ huy Chetnik ghi chú trên tờ bản sao mệnh lệnh do Đurišić ban hành rằng các phân đội đã nhận được lệnh bổ sung phải giết tất cả những người Hồi giáo mà họ gặp. Ngày 10 tháng 2, chỉ huy của Lữ đoàn Pljevlja của Chetnik nói với một trong những chỉ huy tiểu đoàn dưới quyền rằng phải giết hết theo mệnh lệnh chỉ huy cao nhất. Theo Tomasevich, mặc dù Chetnik tuyên bố rằng "hành động thanh lọc" này và trước đó là biện pháp đối phó với hoạt động hiếu chiến của người Hồi giáo, nhưng mọi tình huống đều chỉ ra rằng việc Đurišić thực hiện đều nằm trong chỉ thị của Mihailović từ trước nhằm xóa sạch người Hồi giáo ở Sandžak.
Cuối tháng 2 năm 1943, quân Chetnik của Đurišić cố gắng ngăn Partizan di chuyển về phía đông từ sông Neretva. Sau trận Neretva khi mà quân Partizan vượt thoát qua được sông trước đội ngũ Chetnik bị động nao núng, 2.000 quân Chetnik của Đurišić đã quay lại Kalinovik. Tại đó, cuối tháng 3, đội quân này bị Sư đoàn 2 Partizan Proletarija "quần cho thê thảm". Tháng 4, bị đẩy xa hơn về phía sông Drina, Đurišić tập hợp được khoảng 4.500 quân Chetnik Bosna và Montenegro quanh Foča nhưng bị thiếu hụt tiếp tế nghiêm trọng. Ngay sau đó, Ý rút phần lớn quân khỏi Foča và bỏ rơi hầu hết lãnh thổ Sandžak. Cho đến cuối tháng 4, Đurišić cùng 3.000 quân chiến đấu để cầm chân quân Partizan dọc theo theo sông Drina.

### Bị bắt
Nối tiếp Kế hoạch Trắng, Đức tiếp tục kế hoạch tấn công xa hơn với mật danh Kế hoạch Đen (tiếng Đức: Fall Schwarz) với mục tiêu "giải giáp Chetnik và tiêu diệt toàn bộ quân Partizan tại Montenegro và Sandžak", nhằm chiếm lấy các mỏ bauxite, chì và crom quan trọng. Theo Tomasevich, nguyên nhân chính là mối đe dọa về việc quân Đồng minh đổ bộ Balkan và cần phải loại bỏ các nhóm kháng chiến có thể ủng hộ Đồng minh. Đầu tháng 5 năm 1943, quân Đức tiến vào khu vực Sandžak và miền đông Montenegro. Đurišić cùng khoảng 500 quân rút về Kolašin, nhập vào lực lượng Chetnik Serbia do Dragutin Keserović chỉ huy.
Ngày 10 tháng 5 năm 1943, chỉ huy Trung đoàn 4 Sư đoàn Brandenburg là Oberstleutnant (Trung tá) Heinz gặp Đurišić tại Kolašin tỏ ý định mời ông giúp quân Đức chống lại Partizan. Đurišić cho biết vui lòng cộng tác và sau khi đánh bại Partizan thì sẵn sàng chiến đấu cùng quân Đức trên Mặt trận Nga. Tại cuộc họp mặt, Đurišić cho biết Mihailović đã rời Kolašin từ cuối năm 1942 và bản thân không đồng ý với chính sách hiện thời của ông ta. Đurišić nói Mihailović được tuyên truyền thổi phồng và bị đánh giá quá cao, chứ còn thực ra thì "tầm nhìn vô định lang bạt khắp xứ sở". Đurišić cũng nhấn mạnh rằng Josip Broz Tito và Partizan mới là kẻ thù đáng kể duy nhất. Ngày 11 tháng 5 năm 1943, Heinz đệ trình lên Tổng tư lệnh Đức tại Croatia General der Infanterie (Trung tướng) Rudolf Lüters về việc quân Ý đã "hợp pháp hóa" Chetnik. Ông đề nghị Đức cũng "hợp pháp hóa" Chetnik của Đurišić để dùng đi giải giáp các nhóm Chetnik "không hợp pháp hóa" khác. Heinz cũng đề xuất thêm rằng sau khi tiêu diệt quân Partizan thì chỉ những lực lượng Chetnik yếu của Đurišić mới được "hợp pháp hóa". Diễn tiến tiếp theo cho thấy việc Heinz tiếp cận Đurišić có thể không nằm trong lệnh cấp trên cũng như đề xuất không được chuẩn y.
Ngày 14 tháng 5 năm 1943, phân đội tiền phương Sư đoàn sơn cước số 1 của Đức tiến vào Kolašin, qua mặt quân Ý bảo vệ sở chỉ huy của Đurišić và bắt giữ ông. Đurišić và quân Chetnik không kháng cự lại nên không có thương vong. Ý phản đối quyết liệt việc bắt giữ Đurišić nhưng quân Đức bác bỏ lại. Với việc bắt giữ lực lượng Chetnik dưới quyền Đurišić và một nhóm Chetnik khác ở phía tây Kolašin vài ngày sau đó, mục tiêu Kế hoạch Đen gần như trở thành chiến dịch đơn thuần chống Partizan. Đurišić bị chở đi trên xe gắn biển Hồng thập tự rồi từ Berane chuyển đến trại tù binh chiến tranh Stryi vùng Lviv tại Galicia thuộc Chính phủ chung trên các lãnh thổ Ba Lan bị Đức chiếm đóng (tiếng Đức: Generalgouvernement). Ông trốn thoát ba tháng sau đó và bị chính quyền Nedić bắt lại vào tháng 10 năm 1943 khi đang cố vượt sông Danube gần Pančevo ở miền nam Banat. Đurišić bị giao lại cho quân Đức và bị giam trong nhà tù Gestapo tại Beograd.

### Được thả và trở lại Montenegro
Tháng 9 năm 1943, Ý đầu hàng và Đức chiếm Montenegro, thành lập bộ chỉ huy khu vực (tiếng Đức: Feldkommandantur 1040) dưới quyền Generalmajor (Chuẩn tướng) Wilhelm Keiper. Ngay sau đó, đặc phái viên Đức tại Beograd Hermann Neubacher cùng người đứng đầu chính phủ Serbia trong vùng Đức chiếm đóng là Milan Nedić và Tư lệnh quân Đức tại Đông Nam Âu tướng Hans Felber đã sắp xếp trả tự do cho Đurišić. Neubacher lên kế hoạch thành lập liên bang giữa Serbia và Montenegro gọi là "liên bang Đại Serbia", rồi đệ trình lên Bộ trưởng Ngoại giao Joachim von Ribbentrop vào tháng 10 năm 1943. Đurišić là phần quan trọng trong kế hoạch này. Ông được những người theo hoặc ủng hộ Chetnik tại Montenegro coi trọng, đặc biệt là sau khi Partizan giết chết Stanišić và Đukanović trong cuộc tấn công vào tổng hành dinh Chetnik đặt tu viện Ostrog ngày 18 tháng 10. Neubacher, Nedić và Felber tin rằng có thể dùng Đurišić chống lại Partizan ở Montenegro và giúp hình thành mối quan hệ Serbia và Montenegro bền chặt. Tuy Hitler không chấp thuận kế hoạch này nhưng Đurišić được quân Đức cung cấp vũ khí đạn dược. Tháng 11 năm 1943, ông trở lại Montenegro để chiến đấu chống Partizan. Khi ấy, ông tạo được mối quan hệ chặt chẽ với lãnh đạo Quân đoàn tình nguyện Serbia (tiếng Serbia-Croatia: Srpski dobrovoljački korpus - SDK) Dimitrije Ljotić và được họ cung cấp vũ khí, lương thực, máy đánh chữ và các vật dụng khác. Nedić cũng thăng Đurišić thăng lên hàm trung tá, đồng thời bổ nhiệm làm phụ tá chỉ huy SDK. Theo Pajović, Đurišić được chính phủ lưu vong Nam Tư thăng chức từ khoảng đầu năm đến giữa năm 1944 dựa trên đề xuất của Mihailović.

### Cộng tác với Đức

#### Đông xuân 1944
Tháng 2 năm 1944, Nedić cử Tiểu đoàn 2 thuộc Trung đoàn 5 SDK đến Montenegro tăng viện cho Đurišić. Trong nửa đầu năm 1944, quân Đức chủ yếu dựa vào lực lượng dưới quyền Lašić và Đurišić để đánh Partizan. Do quân lực yếu, Đức chỉ tham gia chỉ huy, cung ứng cho quân tham chiến và cung cấp vũ khí hạng nặng cho những đơn vị thiết giáp cơ động nhỏ. Quân số tham gia hầu hết là lực lượng Chetnik. Tháng 2-3 năm 1944, quân Đức và Chetnik mở một loạt chiến dịch mật danh Bora, Baumblüte và Vorfrühling quanh Podgorica.
Tháng 3 năm 1944, khi Partizan điều động Sư đoàn 2 Proletarija và Sư đoàn 5 Krajina về Serbia, lực lượng tại Montenegro chỉ còn thu gọn lại trong Sư đoàn 37 Sandžak. Nhằm khai thác điểm yếu này, Đurišić đề xuất với quân Đức mở chiến dịch tấn công. Họ lên kế hoạch Chiến dịch Frühlingserwachen (n.đ. 'Đánh thức mùa xuân') đánh phía bắc Montenegro và Sandžak với mục tiêu chính là chiếm Kolašin thông qua phát động tấn công đồng tâm từ Pljevlja, Prijepolje và Pešter. Từ đó sẽ liên hợp với lực lượng từ Podgorica ở phía nam, tạo thành mũi nhọn thọc vào giữa phòng tuyến Partizan. Tổng lực lượng phe Trục tham gia chiến dịch Frühlingserwachen khoảng 5.000 quân, trong đó có quân của Đurišić, Trung đoàn SS Polizei-Selbstschutz Sandschak, Tiểu đoàn 2 thuộc Trung đoàn 5 SDK và hai đại đội cơ giới tăng phái của Đức. Chiến dịch bắt đầu ngày 9 tháng 4. Ngày 12 tháng 4, quân Trục đến Bijelo Polje. Ngày 17 tháng 4, lực lượng Đurišić chiếm được Berane, nhưng Sư đoàn 37 Sandžak chặn được quân Trục tấn công vào tuyến sông Tara tại Mojkovac. Ngày 24 tháng 4, được Lữ đoàn Thanh niên Montenegro số 7 "Budo Tomović" thuộc Sư đoàn xung kích số 3 tăng viện, Sư đoàn 37 Sandžak giành lại thế chủ động. Quân Partizan tái chiếm Bijelo Polje ngày 30 tháng 4 rồi đến Berane ngày 5 tháng 5.
Tình thế đảo ngược này khẳng định khả năng kém cỏi của liên quân Đức-Chetnik ở Montenegro; lực lượng phía nam hoàn toàn bị cắt đứt với lực lượng phía bắc. Liên quân Đức-Chetnik chịu tổn thất nặng nề; quân số Tiểu đoàn 2 thuộc Trung đoàn 5 SDK giảm từ 893 xuống còn 350.

#### Hè 1944
Giữa tháng 5 năm 1944, Đurišić đến Beograd, yêu cầu Nedić, Neubacher và Tổng tư lệnh Đông Nam Đức Generalfeldmarschall (Thống chế) Maximilian von Weichs khẩn cấp gửi vũ khí và vật tư cho đơn vị 5.000 quân của mình. Được quân Đức, Nedić và Ljotić hỗ trợ, Đurišić thành lập Quân đoàn tình nguyện Montenegro (tiếng Serbia-Croatia: Crnogorski dobrovoljački korpus - CDK) nằm trong SDK. Lực lượng CDK có một số cựu binh của Đurišić vốn bị quân Đức giam giữ nay phóng thích, nhưng hầu hết vẫn là quân Chetnik đang hiện diện tại Montenegro và được tập hợp dưới cái tên "lực lượng quốc gia" (tiếng Serbia-Croatia: nacionalne snage). Thời điểm này, dù vẫn chính thức trung thành với Nam Tư thông qua Mihailović, Đurišić cũng bày tỏ một số bổn phận với người Đức và Nedić là những người đã trả tự do, thăng cấp và hỗ trợ mình.
Tập đoàn quân Panzer số 2 của Đức phiên chế quân Đurišić thành 3 trung đoàn phiên hiệu 6, 7, 8 theo sau 5 trung đoàn SDK. CDK trực thuộc sở chỉ huy của Tập đoàn quân Panzer số 2. Đurišić giữ chữc chỉ huy trưởng; tổng hành dinh quân đoàn đặt tại ở Prijepolje. Trung đoàn 6 đóng tại Prijepolje, gồm quân Chetnik từ các các quận Andrijevica và Berane do Đại úy Vuksan Cimbaljević chỉ huy. Trung đoàn 7 đóng tại Pljevlja, gồm quân Chetnik Sandžak do Đại úy Radoman Rajlić chỉ huy. Trung đoàn 8 đóng tại Podgorica, gồm quân Chetnik từ Podgorica, Danilovgrad và Nikšić do Đại úy Miloš Pavićević chỉ huy. Theo kế hoạch, mỗi trung đoàn lại gồm hai "quân đoàn" 800 lính. Quân số CDK từ 7.000 đến 8.000 lính. Cựu sĩ quan liên lạc Đức cho Lukačević là Leutnant Heusz được giao nhiệm vụ trông chừng Đurišić. Ngày 30 tháng 5 năm 1944, Heusz gửi bản tóm tắt chi tiết hướng dẫn Đurišić đảm bảo hoạt động chung diễn ra suôn sẻ. Giữa tháng 6, được quân Đức chấp thuận, Đurišić cùng nhóm cộng sự chuyển đến Podgorica để đích thân chỉ đạo thành lập Trung đoàn 8 thuộc CDK. Ông tái tổ chức lực lượng Chetnik dưới quyền, chia thành hai quản lý theo vùng lãnh thổ (một do chỉ huy của Montenegro và Vịnh Kotor, một do chỉ huy của Stari Ras).
Quân Đurišić tiếp tục cộng tác với quân Đức tới cuối năm 1944. Ngày 13 tháng 7 năm 1944, Đài phát thanh Radio Beograd ca ngợi Đurišić "vì những đóng góp của ông cho phe Trục". Tháng 8, Trung đoàn 8 CDK tổn thất nặng nề và gần như bị tiêu diệt khi giao tranh với Lữ đoàn Thanh niên Montenegro số 7 "Budo Tomović" trong Chiến dịch Rübezahl. Ngày 21 tháng 9 năm 1944, Đức ra lệnh tái tổ chức trung đoàn này. Đurišić cho quân tiến hành trả đũa người dân ở Pljevlja, Prijepolje, Priboj và Nova Varoš. Quân Chetnik cũng đột kích làng mạc để đe dọa và tiễu trừ những người ủng hộ Partizan, đáng chú ý là tại Bjelopavlići đã hành quyết 48 người cộng sản.
Đurišić ở lại Montenegro cho đến khi kết thúc Chiến dịch Rübezahl cuối tháng 8 năm 1944, rồi quay lại Sandžak. Sau Chiến dịch Rübezahl, lực lượng hai bên tại phía bắc Montenegro và Sandžak giảm xuống vì trọng tâm chiến trận chuyển sang Serbia. Các đơn vị Partizan còn lại nhanh chóng thiết lập lại quyền kiểm soát những vùng tạm thời bị mất. Sư đoàn bộ binh 181 Đức lệnh cho ba tiểu đoàn còn bị cô lập tại Pljevlja phải đột phá qua vùng Partizan chiếm giữ để hội quân với toàn sư đoàn tại Mateševo. Kế hoạch này mang mật danh Nordsturm dựa trên sự tham gia đáng kể của các đơn vị trong tay Đurišić. Việc này cũng phù hợp với ý định Đurišić di chuyển về phía bờ biển, nơi dự liệu quân Đồng Minh sẽ đổ bộ. Nordsturm bắt đầu vào ngày 31 tháng 8. Ban đầu, Đurišić và quân Đức giành được thượng phong, chiếm Kolašin và Berane. Tuy nhiên, quân Partizan nhanh chóng phản công chiếm lại, rồi lần lượt đánh chiếm một loạt thị trấn phía bắc và phía tây Montenegro, phía đông Hercegovina.
Đurišić duy trì liên lạc với Lukačević. Khi ấy, Lukačević bắt đầu cho quân tấn công quân Đức ở Hercegovina. Tin rằng Đồng minh sẽ đổ bộ, Đurišić đã cân nhắc khả năng tham chiến cùng Lukačević đánh lại quân Đức. Tuy nhiên, vì Lukačević nhanh chóng đại bại và không có một cuộc Đồng minh đổ bộ nào, Đurišić vẫn bị trói vào phía Đức. Tình báo Đức theo dõi chặt chẽ thông tin liên lạc và hành động của Đurišić, người Đức có lệnh tiếp tục sử dụng lực lượng của ông. Quân Đức xếp Chetnik của Đurišić thuộc vào Tập đoàn quân E trong khảo sát lực lượng sẵn sàng ngày 16 tháng 11 năm 1944. Khảo sát này cho thấy tại thời điểm đó, tổng quân số Đức ở Montenegro ước tính khoảng 47.000 binh sĩ, gồm cả 10.000 quân Chetnik của Đurišić. Ngày 21 tháng 10 năm 1944, quân Partizan chiếm đồn Grahovo sau trận chiến kéo dài 5 ngày. Ngày 6 tháng 11, Partizan bao vây Cetinje, nơi quân Đức đồn trú bảo vệ, quân phát xít Ý Áo đen (tiếng Ý: Camicie Nere - CCNN) còn lại và khoảng 600 quân Chetnik. Ngày 8 tháng 11, Đurišić dẫn đội hình 800–1.000 quân Chetnik đến tiếp viện Cetinje, giúp phá vỡ được vòng vây Partizan.
Ngày 11 tháng 10 năm 1944, theo đề nghị của von Weichs, Đại diện toàn quyền Đức tại Montenegro Wilhelm Keiper nhân danh Quốc trưởng và Bộ chỉ huy tối cao Đức tặng thưởng Huân chương Thập tự Sắt (Hạng 2) Đurišić vì thành tích chiến đấu chống Partizan.

### Chạy khỏi Montenegro và bị giết

Đột phá của Wehrmacht và Chetnik khỏi Montenegro:
Đức
Chetnik của Đurišić
Partizan

Ngày 14 tháng 11, Quân đoàn sơn cước 21 của Đức mở cuộc tấn công từ Podgorica về phía Nikšić để dọn sạch hành lang giúp quân Đức ở Montenegro có thể rút về nước. Nhiệm vụ này được giao cho Trung đoàn xung kích 363 thuộc Sư đoàn bộ binh 181 tăng cường pháo binh. Hỗ trợ là hai nhóm quân Đức liên hợp và Tiểu đoàn Vệ binh Cộng hòa Quốc gia (tiếng Ý: Guardia Nazionale Repubblicana - GNR) số 86 của Ý nguyên là Tiểu đoàn Áo đen CCNN số 86. Khoảng 1.200 quân Chetnik của Đurišić được triển khai hai bên sườn cuộc tấn công. Về phía Partizan, đối đầu trực diện là Lữ đoàn Montenegro số 6. Pháo binh yểm trợ có Quân đoàn xung kích 2 cùng với Khẩu đội 211 (Đông Lancashire) của Trung đoàn pháo binh dã chiến 111 thuộc Pháo binh Hoàng gia Anh. Quân Anh vốn đã đổ bộ lên Dubrovnik hồi cuối tháng 10 và sát cánh hỗ trợ Partizan bằng Pháo cối QF 25-pdr nằm trong Chiến dịch Floydforce. Mười hai ngày giao tranh ác liệt tạo ra thương vong đáng kể, quân Đức không tiến lên được, đồng thời để mất Boka. Ngày 25 tháng 11, quân Đức quyết định từ bỏ tuyến tấn công này mà chuyển sang đánh Kolašin. Đurišić tiếp tục chỉ huy Chetnik chiến đấu bên cạnh quân Đức. Sau khi tới Kolašin, quân Đurišić tách khỏi quân Đức và tiến về phía Bosna, hành quân về phía tây của quân Đức và bỏ qua Pljevlja. Từ khi đột phá cho đến rút lui sau đó, cả quân Đức lẫn Chetnik đều là đối tượng tấn công thường xuyên của quân Đồng minh. Theo các tài liệu phía Đức, quân Đurišić đã cưỡng bách nam giới tòng quân, đánh đập phụ nữ và cướp phá làng mạc trên đường rút lui khỏi Montenegro.
Quân Đurišić tiến đến đông bắc Bosna nhập hội với Mihailović. Đurišić muốn rút quân qua Albania tới Hy Lạp nhưng Mihailović khuyên ông chuẩn bị cho quân Đồng minh đổ bộ, nhà vua trở lại và thành lập chính phủ quốc gia. Đurišić chỉ trích sự lãnh đạo của Mihailović và đưa lý lẽ mạnh muốn chuyển toàn bộ quân Chetnik còn lại đến Slovenia. Nhưng Mihailović không chịu; Đurišić quyết định tự mình đi Slovenia tách khỏi Mihailović. Vì quân Ljotić đang đóng tại Bihać phía tây Bosna, Đurišić sắp xếp hành quân đến gần đó để gặp gỡ và nhờ họ hỗ trợ hành động cho mình. Khi rời khỏi Mihailović, Đurišić kéo theo nhà tư tưởng Chetnik Dragiša Vasić cùng các phân đội do Ostojić và Petar Baćović chỉ huy, với khoảng 10.000 dân tị nạn. Lực lượng này họp thành Tập đoàn quân Montenegro số 8 Chetnik gồm các sư đoàn 1, 5, 8 và 9 (Hercegovina).
Để đến được Bihać, Đurišić phải thỏa thuận an toàn với quân lực Nhà nước Độc lập Croatia (NDH) và nhà ly khai Drljević. Không rõ chi tiết thỏa thuận như thế nào, nhưng người ta cho rằng Đurišić dự định đưa quân qua sông Sava vào Slavonia gia nhập Quân đội Quốc gia Montenegro, còn chính Đurišić giữ chức chỉ huy. Rõ ràng Đurišić định qua mặt đối phương khi chỉ gửi đội thương bệnh binh qua sông, còn giữ chủ lực ở phía nam sông. Ông bắt đầu chuyển hướng về phía tây. Bị cả NDH lẫn Partizan quấy rối trên đường đi, quân Đurišić đến sông Vrbas phía bắc Banja Luka vào cuối tháng 3. Từ ngày 30 tháng 3 đến ngày 8 tháng 4 diễn ra Trận cánh đồng Lijevče, quân NDH mạnh được Đức trang bị xe tăng đã đánh bại quân Chetnik. Đây có thể là trận chiến lớn nhất giữa NDH và Chetnik trong vòng hai năm đổ lại.
Sau thất bại này rồi đến việc một đơn vị dưới quyền đào tẩu sang bên Drljević, Đurišić bị ép phải đến trực tiếp thương lượng với các chỉ huy quân NDH để quân Chetnik có thể tiếp tục hành quân về phía Slovenia. Đây dường như là bẫy giăng ra; trên đường tới địa điểm gặp mặt, Đurišić bị NDH tấn công và bắt giữ. Các diễn biến sau khi Đurišić bị bắt là không rõ ràng, nhưng Đurišić, Vasić, Ostojić và Baćović sau đó đã bị giết cùng những người khác, gồm cả một số giáo sĩ Chính thống giáo Serbia. Theo Pajović, Ustaše đã hành quyết Đurišić vào cuối tháng 4 năm 1945 tại trại tập trung Jasenovac. Trang web của Khu tưởng niệm Jasenovac cho biết Đurišić bị Ustaše giết tại trại vào năm 1945. Vị trí mộ Đurišić nếu thực sự tồn tại thì vẫn chưa rõ ở đâu.
Cả NDH lẫn Drljević đều có lý do để gài bẫy Đurišić. Động cơ của quân NDH bắt nguồn từ những cuộc tấn công khủng bố của Đurišić nhắm vào người Hồi giáo ở Sandžak và đông nam Bosna. Drljević thì phản đối việc Đurišić ủng hộ liên minh Serbia và Montenegro, điều này đi ngược lại chủ nghĩa ly khai của Drljević.

### Hậu truyện
Một phần quân lực Đurišić quyết định chạy trốn về phía tây. Một số bị Ustaše và Partizan trấn giữ phía nam tuyến đường đào thoát sang Slovenia giết hại. Còn lại đa số mất thủ lĩnh đã hợp nhất vào Quân đội Quốc gia Montenegro của Drljević và rút về biên giới Áo. Cả hai nhóm này sau đó đều bị Partizan bắt được tại Slovenia. Khoảng 1.000 quân Chetnik của Đurišić đã vượt biên sang Áo nhưng bị buộc phải quay lại Nam Tư, một số bị Partizan hạ thủ ngay trên biên giới. Còn hầu hết bị giải đến miền nam Slovenia, bị giết và ném xác xuống hố sâu tại Kočevski Rog.
Theo Tomasevich, việc quân Partizan thảm sát quân Chetnik Montenegro tại Kočevski Rog là một "hành động khủng bố hàng loạt và chiến dịch chính trị tàn bạo" giống như Chetnik từng thực hiện trước đó trong chiến tranh. Một phần là hành động trả thù cho việc Chetnik khủng bố hàng loạt những người theo hoặc ủng hộ Partizan, phần khác là để ngăn chặn Chetnik tiếp tục đấu tranh chống cộng với sự hỗ trợ từ phương Tây. Chưa đến một phần tư quân Chetnik của Đurišić sống sót, bao gồm những người theo ông từ Montenegro cho đến quân gia nhập dọc đường trốn chạy. Vài tuần sau, lúc này Drljević trốn được sang Áo thì bị những người theo Đurišić phát hiện ra và giết chết. Đurišić là một trong những chỉ huy Chetnik Nam Tư có năng lực nhất; kỹ năng chiến đấu của ông được đồng minh lẫn đối thủ nể trọng.

## Tranh cãi tưởng niệm

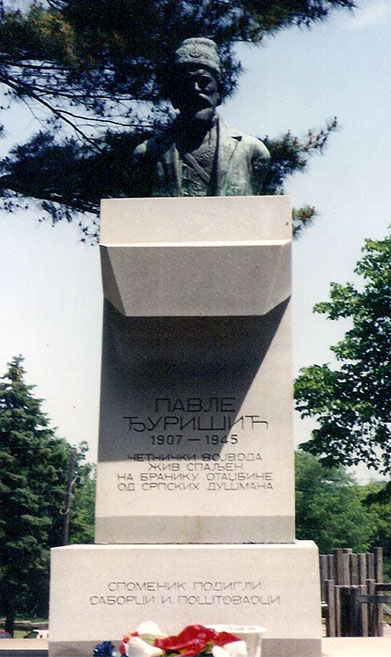
Tượng đài Đurišić tại nghĩa trang người Serb ở Libertyville, Illinois

Cộng đồng người Serb ở Hoa Kỳ đã lập tượng đài dành riêng cho Đurišić tại nghĩa trang người Serb ở Libertyville, Illinois. Ngày 23 tháng 5 năm 2010, ban quản lý và các cầu thủ câu lạc bộ Sao Đỏ Beograd đến viếng thăm tượng đài.
Tháng 5 năm 2002, kế hoạch xây dựng khu phức hợp tưởng niệm "Ravna Gora của Montenegro" (tiếng Serbia-Croatia: Crnogorska Ravna Gora) gần Berane đã được đưa ra. Khu phức hợp dành tưởng niệm Đurišić, người có thời trẻ ở Berane và đặt sở chỉ huy thời chiến tại đó. Tháng 6 năm 2003, Bộ trưởng Bộ Văn hóa Montenegro Vesna Kilibarda cấm xây dựng tượng đài, nói rằng Bộ Văn hóa chưa nhận được đơn xin phép dựng tượng. Liên minh các hiệp hội chiến binh tham gia chiến tranh giải phóng dân tộc (tiếng Serbia-Croatia: Savez udruženja boraca Narodnooslobodilačkog rata - SUBNOR) Montenegro phản đối việc xây dựng tượng đài. Họ coi Đurišić là tội phạm chiến tranh, kẻ phải chịu trách nhiệm về cái chết nhiều đồng đội mình và 7.000 người Hồi giáo.
Hiệp hội Hồi giáo Montenegro lên án việc xây dựng và tuyên bố "đây là mưu mô phục hồi ông ta và là sự sỉ nhục lớn tới con cái những nạn nhân vô tội và người Hồi giáo ở Montenegro". Ngày 4 tháng 7 năm 2002, chính quyền Montenegro cấm khánh thành tượng đài, tuyên bố rằng nó "làm công chúng lo ngại, cổ vũ sự chia rẽ giữa các công dân Montenegro, đồng thời kích động lòng căm thù và tính bất dung thứ tôn giáo và dân tộc". Ủy ban phụ trách xây dựng tượng đài ra thông cáo báo chí lên án hành động chính quyền là "hoàn toàn trái luật và không thích hợp". Ngày 7 tháng 7, cảnh sát dỡ bỏ bệ được chuẩn bị cho tượng đài.
Năm 2011, đảng chính trị Dân chủ mới của người Serb (tiếng Serbia-Croatia: Nova srpska demokratija - NSD hoặc NOVA) tại Montenegro tiếp tục nỗ lực xây dựng tượng đài; người đại diện tuyên bố rằng Đurišić và các sĩ quan hoàng gia Nam Tư khác là "những lãnh đạo cuộc nổi dậy ngày 13 tháng 7" và đã "tiếp tục đấu tranh giải phóng đất nước dưới quyền lãnh đạo của vua Petar và chính phủ Vương quốc Nam Tư".

### Sách
- Barić, Nikica (2011). "Relations between the Chetniks and the Authorities of the Independent State of Croatia, 1942–1945" [Quan hệ giữa Chetnik và nhà cầm quyền Nhà nước Độc lập Croatia, 1942–1945]. Trong Ramet, Sabrina P.; Listhaug, Ola (biên tập). Serbia and the Serbs in World War Two [Serbia và người Serbe trong Thế chiến thứ hai] (bằng tiếng Anh). London, United Kingdom: Palgrave Macmillan. tr. 175–200. ISBN 978-0-230-34781-6.
- Bojović, Jovan R., biên tập (1987). Kolašinski četnički zatvor, 1942–1943: Zbornik radova sa naučnog skupa održanog u Kolašinu 14. i 15. maja 1984 [Nhà tù Chetnik Kolašin 1942–1943, Kỷ yếu hội thảo khoa học tại Kolašin ngày 14 và 15 tháng 5 năm 1984] (bằng tiếng Serbo-Croatia). Titograd, Jugoslavija: Istorijski institut Crne Gore. OCLC 605992247.
- Caccamo, Francesco; Monzali, Luciano (2008). L'occupazione italiana della Iugoslavia, 1941–1943 [Ý chiếm đóng Nam Tư, 1941–1943] (bằng tiếng Ý). Firenze, Italia: Le Lettere. ISBN 978-88-6087-113-8.
- Cohen, Philip J. (1996). Serbia's Secret War: Propaganda and the Deceit of History [Cuộc chiến bí mật của Serbia: Tuyên truyền và lừa dối lịch sử] (bằng tiếng Anh). College Station, Texas: Texas A&M University Press. ISBN 978-0-89096-760-7.
- —— (1997). The World War II and Contemporary Chetniks: Their Historico-Political Continuity and Implications for Stability in the Balkans [Chetnik thời Thế chiến thứ hai và đương đại: Tính chính trị-lịch sử và những tác động lên sự ổn định ở Balkan] (bằng tiếng Anh và Croatia). Zagreb, Croatia: CERES. ISBN 978-953-6108-44-2.
- Dimitrijević, Bojan (2014). Vojska Nedićeve Srbije: Oružane snage srpske vlade, 1941–1945 [Quân đội Serbia thời Nedić: Các lực lượng vũ trang của chính quyền người Serb, 1941–1945] (bằng tiếng Serbia). Beograd, Serbia: Službeni Glasnik. ISBN 978-86-519-1811-0.
- —— (2019). Golgota Četnika [Đồi Golgotha của Chetnik] (bằng tiếng Serbia). Vukotić Media doo. ISBN 978-86-89613-99-5.
- Đilas, Milovan (1980). Wartime [Thời chiến] (bằng tiếng Anh). Michael B. Petrovich biên dịch. New York City: Houghton Mifflin Harcourt. ISBN 978-0-15-694712-1.
- Đurišić, Mitar (1973). Sedma Crnogorska Omladinska Brigada "Budo Tomović" [Lữ đoàn thanh niên Montenegro số 7 "Budo Tomović"] (bằng tiếng Serbia). Beograd, Jugoslavija: Vojnoizdavački zavod. OCLC 22103728.
- —— (1997). Primorska operativna grupa [Tập đoàn chiến dịch duyên hải] (bằng tiếng Serbia). Beograd, Srbija i Crna Gora: Vojnoistorijski institut. OCLC 40762457.
- Fleming, Thomas (2002). Montenegro: The Divided Land [Montenegro: Xứ sở bị phân chia] (bằng tiếng Anh). Rockford, Illinois: Chronicles Press. ISBN 978-0-9619364-9-5.
- Funke, Hajo; Rhotert, Alexander (1999). Unter unseren Augen: Ethnische Reinheit: die Politik des Regime Milosevic und die Rolle des Westens [Trước mắt chúng ta: Thanh sạch sắc tộc: Chính trị của chế độ Milošević và vai trò của phương Tây] (bằng tiếng Đức). Berlin, Deutschland: Verlag Hans Schiler. ISBN 978-3-86093-219-3.
- Hoare, Marko Attila (2006). Genocide and Resistance in Hitler's Bosnia: The Partisans and the Chetniks 1941–1943 [Diệt chủng và kháng chiến ở Bosna thời Hitler: Partizan và Chetnik 1941–1943] (bằng tiếng Anh). New York City: Oxford University Press. ISBN 978-0-19-726380-8.
- Judah, Tim (2009). The Serbs: History, Myth and the Destruction of Yugoslavia [Người Serb: Lịch sử, huyền thoại và sự sụp đổ của Nam Tư] (bằng tiếng Anh). New Haven, Connecticut: Yale University Press. ISBN 978-0-300-15826-7.
- Karchmar, Lucien (1987). Draža Mihailović and the Rise of the Četnik Movement, 1941–1942 [Draža Mihailović và sự trỗi dậy phong trào Četnik, 1941–1942] (bằng tiếng Anh). Quyển 2. New York City: Garland Publishing. ISBN 978-0-8240-8027-3.
- Ličina, Đorđe (1977). Tragom plave lisice [Theo dấu cáo xanh] (bằng tiếng Croatia). Zagreb, Jugoslavija: Centar za Informacije i Publicitet. OCLC 6844262.
- Maclean, Fitzroy (1957). Disputed Barricade: The Life and Times of Josip Broz-Tito, Marshal of Jugoslavia [Chướng ngại tranh cãi: Cuộc đời và thời đại nguyên soái Nam Tư Josip Broz-Tito] (bằng tiếng Anh). London, United Kingdom: Jonathan Cape. OCLC 328091.
- Malcolm, Noel (1994). Bosnia: A Short History [Bosna: Lịch sử ngắn] (bằng tiếng Anh). New York City: New York University Press. ISBN 978-0-8147-5520-4.
- Milazzo, Matteo J. (1975). The Chetnik Movement & the Yugoslav Resistance [Phong trào Chetnik & kháng chiến Nam Tư] (bằng tiếng Anh). Baltimore, Maryland: Johns Hopkins University Press. ISBN 978-0-8018-1589-8.
- Military Intelligence Division, War Department (1944). A Chronology, World War II (NOV 1944) [Biên niên sử, Thế chiến thứ hai (tháng 11 năm 1944)] (PDF) (bằng tiếng Anh). Washington, D.C.: Military Intelligence Division, War Department. Bản gốc (PDF) lưu trữ ngày 12 tháng 5 năm 2013. Truy cập ngày 27 tháng 2 năm 2023.
- Minić, Miloš (1993). Oslobodilački ili građanski rat u Jugoslaviji, 1941–1945 ["Giải phóng" hay "nội chiến" tại Nam Tư, 1941–1945] (bằng tiếng Serbia). Novi Sad, Srbija i Crna Gora: Agencija "Mir". ISBN 978-86-82295-01-3.
- Mojzes, Paul (2011). Balkan Genocides: Holocaust and Ethnic Cleansing in the 20th Century [Diệt chủng Balkan: Holocaust và thanh lọc sắc tộc trong thế kỷ 20] (bằng tiếng Anh). Plymouth, United Kingdom: Rowman and Littlefield Publishers. ISBN 978-1-4422-0663-2.
- Morrison, Kenneth (2009). Montenegro: A Modern History [Montenegro: Lịch sử mới] (bằng tiếng Anh). London, United Kingdom: I.B. Tauris. ISBN 978-1-84511-710-8.
- Pajović, Radoje (1977). Kontrarevolucija u Crnoj Gori: Četnički i federalistički pokret, 1941–1945 [Phản cách mạng tại Montenegro: Phong trào Chetnik và phong trào Liên bang, 1941–1945] (bằng tiếng Serbo-Croatia). Cetinje, Jugoslavija: Obod. OCLC 5351995.
- Pajović, Radoje (1987). Pavle Đurišić (bằng tiếng Serbo-Croatia). Zagreb, Jugoslavija: Centar za informacije i publicitet. ISBN 978-86-7125-006-1.
- Pavlowitch, Stevan K. (2007). Hitler's New Disorder: The Second World War in Yugoslavia [Hỗn loạn mới của Hitler: Thế chiến thứ hai ở Nam Tư] (bằng tiếng Anh). New York City: Columbia University Press. ISBN 978-1-85065-895-5.
- Ramet, Sabrina P. (2006). The Three Yugoslavias: State-Building and Legitimation, 1918–2005 [Ba thực thể Nam Tư: Xây dựng Nhà nước và hợp pháp hóa, 1918–2005] (bằng tiếng Anh). Bloomington, Indiana: Indiana University Press. ISBN 978-0-253-34656-8.
- Roberts, Walter R. (1987). Tito, Mihailović and the Allies: 1941–1945 [Tito, Mihailović và Đồng Minh: 1941–1945] (bằng tiếng Anh). New Brunswick, New Jersey: Duke University Press. ISBN 978-0-8223-0773-0.
- Schmider, Klaus (2002). Partisanenkrieg in Jugoslawien, 1941–1944 [Chiến tranh Partizan tại Nam Tư, 1941–1944] (bằng tiếng Đức). Hamburg, Deutschland: Verlag E.S. Mittler & Sohn GmbH. ISBN 978-3-8132-0794-1.
- Thomas, Nigel; Mikulan, Krunoslav (1995). Axis Forces in Yugoslavia 1941–45 [Lực lượng phe Trục tại Nam Tư 1941–45] (bằng tiếng Anh). New York City: Osprey Publishing. ISBN 978-1-85532-473-2.
- Tomasevich, Jozo (1975). War and Revolution in Yugoslavia, 1941–1945: The Chetniks [Chiến tranh và cách mạng tại Nam Tư 1941–45: quân Chetnik] (bằng tiếng Anh). Stanford, California: Stanford University Press. ISBN 978-0-8047-0857-9.
- —— (2001). War and Revolution in Yugoslavia, 1941–1945: Occupation and Collaboration [Chiến tranh và cách mạng tại Nam Tư 1941–45: Chiếm đóng và cộng tác] (bằng tiếng Anh). Stanford, California: Stanford University Press. ISBN 978-0-8047-3615-2.
- Vojnoistorijski institut (1956). Zbornik dokumenata i podataka o narodnooslobodilačkom ratu jugoslovenskih naroda [Tuyển tập tư liệu và sử liệu cuộc chiến tranh giải phóng dân tộc của nhân dân Nam Tư] (bằng tiếng Serbo-Croatia). Quyển III/8. Beograd, Jugoslavija: Vojnoistorijski institut. OCLC 21539169.

### Tập san
- Royal Air Force (October–December 1944). "The Balkan Theatre: Greece and Yugoslavia" [Chiến trường Balkan: Hi Lạp và Nam Tư] (PDF). RAF Mediterranean Review (bằng tiếng Anh). Số 9. Egypt: Headquarters Mediterranean Allied Air Forces. tr. 55–82. OCLC 221698204. Bản gốc (PDF) lưu trữ ngày 2 tháng 5 năm 2013. Truy cập ngày 2 tháng 3 năm 2023.
- Terzić, Milan (2004). "Falsifikat ili ne? Instrukcija Draže Mihailovića od 20. decembra 1941. Đorđu Lašiću i Pavlu Đurišiću" [Giả mạo hay không? Chỉ đạo của Draža Mihailović ngày 20 tháng 12 năm 1941 tới Đorđe Lašić và Pavle Đurišić]. Vojno-istorijski glasnik (bằng tiếng Serbia). Quyển 2004 số 1–2. Vojnoistorijski institut vojske SCG. ISSN 0042-8442.

### Trang web
- "Ministarka kulture zabranila podizanje spomenika Đurišiću" [Bộ trưởng Văn hóa cấm xây dựng tượng đài Đurišić]. B92 (bằng tiếng Serbo-Croatia). ngày 11 tháng 6 năm 2003. Lưu trữ bản gốc ngày 18 tháng 2 năm 2023. Truy cập ngày 2 tháng 3 năm 2023.
- "Zabranjen skup za otkrivanje spomenika Đurišiću" [Cấm tụ tập khánh thành tượng đài Đurišić]. B92 (bằng tiếng Serbo-Croatia). ngày 4 tháng 7 năm 2003. Lưu trữ bản gốc ngày 18 tháng 2 năm 2023. Truy cập ngày 2 tháng 3 năm 2023.
- "Policija srušila postolje za spomenik Đurišić" [Cảnh sát phá bỏ bệ tượng đài]. B92 (bằng tiếng Serbo-Croatia). ngày 7 tháng 7 năm 2003. Lưu trữ bản gốc ngày 18 tháng 2 năm 2023. Truy cập ngày 2 tháng 3 năm 2023.
- "Montenegro: Muslims condemn plan to unveil monument to WWII warlord" [Montenegro: Người Hồi giáo lên án kế hoạch khánh thành tượng đài chỉ huy quân sự Thế chiến II] (bằng tiếng Anh). BBC. ngày 20 tháng 6 năm 2003.
- "Montenegrin police destroy base for monument to controversial WWII leader" [Cảnh sát Montenegro phá hủy bệ tượng đài vị chỉ huy gây tranh cãi trong Thế chiến II] (bằng tiếng Anh). BBC. ngày 7 tháng 7 năm 2003.
- Gudžević, Sinan (ngày 18 tháng 6 năm 2010). "Na kapi zvezda, u glavi kokarda" [Ngôi sao trên mũ, phù hiệu trên đầu]. e-Novine (bằng tiếng Serbo-Croatia). Bản gốc lưu trữ ngày 15 tháng 12 năm 2012.
- JUSP Jasenovac (2021). "Survey and search of the List of individual victims of Jasenovac concentration camp" [Đánh giá và tìm kiếm Danh sách nạn nhân trại tập trung Jasenovac] (bằng tiếng Anh). Public Institution Jasenovac Memorial Area. Truy cập ngày 2 tháng 3 năm 2023.
- Prijović, Zvonko (ngày 7 tháng 5 năm 2002). "Crnogorska Ravna gora" [Ravna Gora của Montenegro]. Glas javnosti (bằng tiếng Serbo-Croatia). Lưu trữ bản gốc ngày 18 tháng 2 năm 2023. Truy cập ngày 2 tháng 3 năm 2023.
- Prijović, Zvonko (ngày 13 tháng 6 năm 2003). "Neće biti obeležja Pavlu Đurišiću" [Sẽ không có đài tưởng niệm Pavle Đurišić]. Glas javnosti (bằng tiếng Serbo-Croatia). Lưu trữ bản gốc ngày 18 tháng 2 năm 2023. Truy cập ngày 2 tháng 3 năm 2023.
- Sekulović, Milutin (ngày 10 tháng 6 năm 2003). "Partizanski komandant, pa – vojvoda" [Vojvoda nhưng là chỉ huy Partizan]. Večernje novosti (bằng tiếng Serbo-Croatia). Lưu trữ bản gốc ngày 18 tháng 2 năm 2023. Truy cập ngày 2 tháng 3 năm 2023.
- "NOVA predlaže da država podigne spomenik Pavlu Đurišiću" [NOVA đề xuất nhà nước dựng tượng đài Pavle Đurišić]. Vijesti (bằng tiếng Serbo-Croatia). ngày 13 tháng 8 năm 2011. Bản gốc lưu trữ 9 tháng 6 2012.